# VL8
 (décembre 2021).
Si vous disposez d'ouvrages ou d'articles de référence ou si vous connaissez des sites web de qualité traitant du thème abordé ici, merci de compléter l'article en donnant les références utiles à sa vérifiabilité et en les liant à la section « Notes et références ».
La VL8 (en russe : ВЛ8 pour Vladimir, Lénine - 8 essieux) est une La locomotive électrique, une double B'o-B'o à courant continu, fabriquée de 1953 à 1967 en Union des républiques socialistes soviétiques dans les usines de Novotcherkassk (où elles furent développées), Tbilissi et Vorochilovgrad. À la fin des années 50 et jusqu'en 1961, il s'agissait de la locomotive de fret la plus puissante de l'Union soviétique (Dénommée N8 (pour Novotcherkassk - 8 essieux) avant 1963, elle fut construite en 1 723 exemplaires.

## Caractéristiques

Images de locomotives de ce type
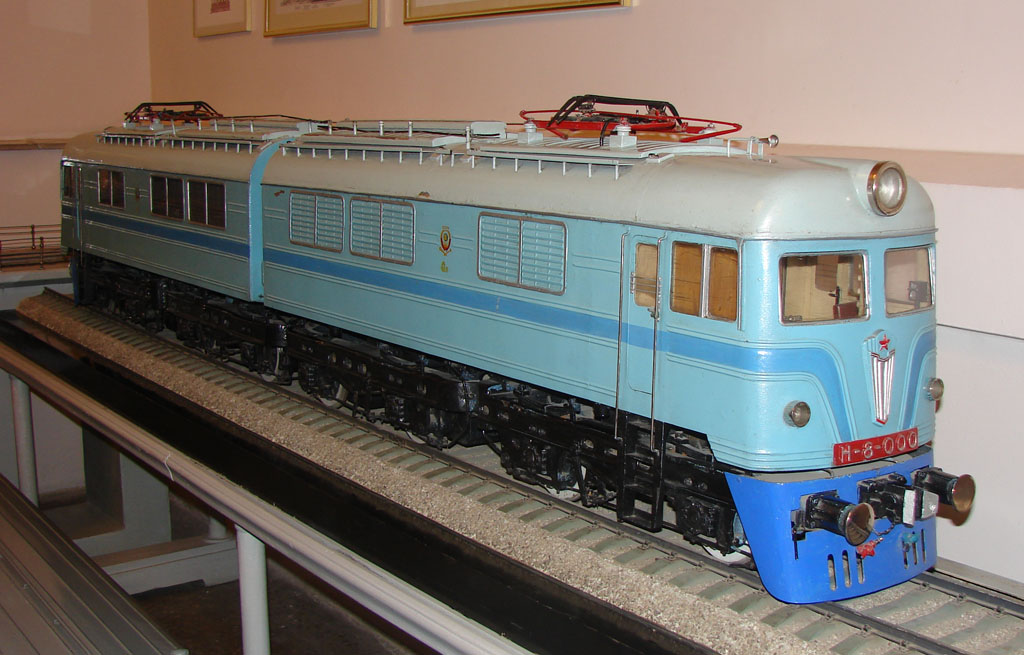
Modèle de la locomotive série N8
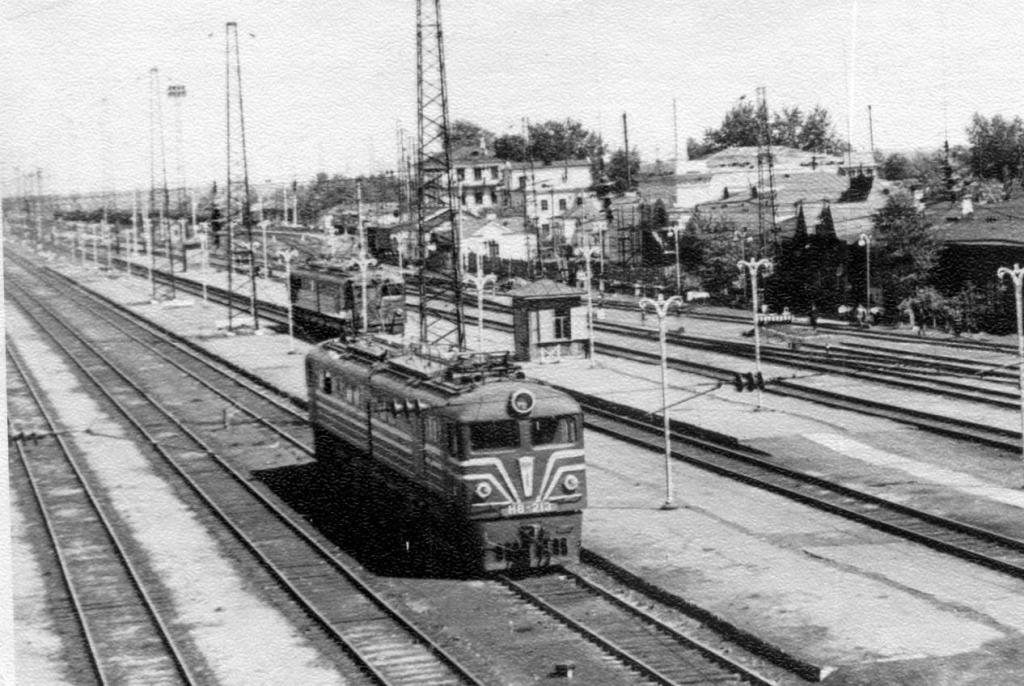
N8-213, Oblast de Kemerovo
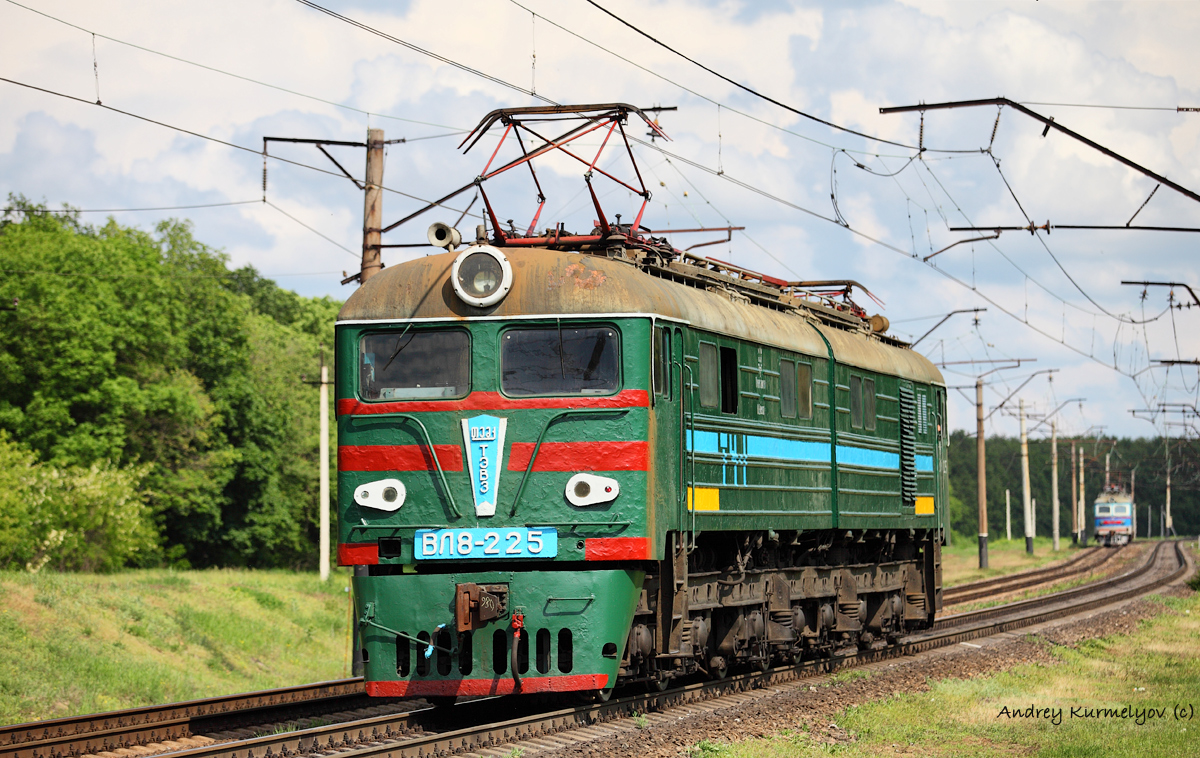
VL8-225 dans la banlieue de Dnipro